# Comté de Calhoun (Caroline du Sud)
Pour les articles homonymes, voir Comté de Calhoun.
Le comté de Calhoun est l’un des 46 comtés de l’État de Caroline du Sud, aux États-Unis. Son siège est Saint Matthews. Selon le recensement de 2010, la population du comté est de 15 175 habitants. 

## Géographie
Le comté a une superficie de 1 016 km2, dont 985 km2 est de terre. 
Le comté longe le lac Marion et est principalement traversé par l'autoroute américaine 26. Les villes remarquables sont: Saint-Matthews, Sandy Run, Cameron, Fort Lote et Lone Star.

## Démographie
| 1910   | 1920   | 1930   | 1940   | 1950   | 1960   |
| ------ | ------ | ------ | ------ | ------ | ------ |
| 16 634 | 18 384 | 16 707 | 16 229 | 14 753 | 12 256 |

| 1970   | 1980   | 1990   | 2000   | 2010   | - |
| ------ | ------ | ------ | ------ | ------ | - |
| 10 780 | 12 206 | 12 753 | 15 185 | 15 175 | - |